# Marty Laurijsen
Martha Johanna Petronella „Marty” Laurijsen (ur. 15 kwietnia 1954 w Utrechcie) – holenderska wioślarka (sternik), brązowa medalistka olimpijska.

## Kariera
Wystąpiła na igrzyskach olimpijskich w Los Angeles w 1984, gdzie osada Holandii w składzie: Nicolette Hellemans, Lynda Cornet, Harriet van Ettekoven, Greet Hellemans, Marieke van Drogenbroek, Anne-Marie Quist, Catalien Neelissen, Wiljon Vaandrager i Marty Laurijsen zdobyła brązowy medal w ósemkach. W finale uplasowały się o 3,12 sekundy za osadą USA i 1,05 sekundy za Rumunkami. Na tych samych igrzyskach zajęła piąte miejsce w czwórkach ze sternikiem. 
Ukończyła studia stomatologiczne na Uniwersytecie w Utrechcie. Po zakończeniu kariery pracowała jako dentystka, a następnie przeniosła się do Niemiec, gdzie pracowała w biurze podróży.